# Craig Skeffington
Craig Skeffington (1966) is een Amerikaans componist, muziekpedagoog, dirigent, arrangeur en trompettist.

## Levensloop
Skeffington was al op de Brunswick High School in Brunswick lid van het schoolharmonieorkest. Hij studeerde bij Bob Florence, Toshiko Akioshi en Don Stratton. Vanaf 1994 is hij muziekleraar (muziektheorie), instructeur en dirigent aan de South Portland High School. Met zijn orkesten (twee harmonieorkesten, Wind Ensemble, Marching Band) en ensembles (jazzband, jazzensemble, jazzcombo) was hij heel succesrijk tijdens verschillende nationale wedstrijden zoals het Maine State Jazz Festival, het Berklee College of Music Festival (1995, 2001 en 2009) en het MusicFest Orlando (2001). In 2003 werd hij benoemd tot Music Educator of the Year door de Maine Music Educators Association.
Hij is verder docent aan de Universiteit van Southern Maine in Portland.
Als trompettist werkte hij al in verschillende groepen zoals de Glenn Miller Big Band, het Artie Shaw Orchestra en met bekende zangers en artiesten zoals Natalie Cole, Barry Manilow, Colin Raye, Bobby Shew, Louis Bellson, Bob Mintzer, Frank Foster en Clark Terry. Tegenwoordig is hij trompettist in de band Retrospecticus.
Als componist schrijft hij werken voor harmonieorkesten en jazzbands. Zijn werken werden al twee keer geprogrammeerd tijdens de bekende Mid-West Band and Orchestra clinic in Chicago. Hij is lid van de Maine Band Directors' Association.

## Composities

### Werken voor harmonieorkest
- 2005 The Liberty Ships
- 2007 Variations On A Maine Theme

### Werken voor jazzband/-ensemble
- 2006 Using the Force
- 2010 The Molly March[1]
- Bill Bailey
- Dancing Men
- Day’s of Wine and Roses
- Devil May Care
- Emergency Stopping Only
- For All We Know
- Have I Told You Lately?
- Hey...That's MY Bacon
- I’m Old Fashioned
- In the Wee Small Hours of the Morning
- It’s a Waltz....Man
- My Friend the Couch
- My One and Only Love
- Naima
- Pure Imagination
- Reverse of the Curse
- Some Assembly Required
- Soon
- Surfin’ the Big Wave Up Swing
- That’s All
- The Burger That Ate My Wallet
- The D.S. Express Shuffle
- The Man With The Bag
- The Ready to Use Blues
- The Vending Machine Isn’t Broke (The Light Just Don’t Work)
- This Notes for You
- Trofeo de Bolos
- We’ll Be Together Again
- What is this thing called Love?
- When I Fall in Love
- Wombat Combat